# Toodyay
Toodyay (1 069 habitants) est une localité du sud-ouest de l'Australie-Occidentale, à 85 km au nord-est de Perth située dans la vallée de l'Avon dans la Wheatbelt.
Elle est reliée à Perth par la route et le rail.
Les 29 et 30 décembre 2009, un gigantesque incendie a détruit plus de 3 000 ha de végétation et 37 maisons au sud-ouest, sud et est du village.

## Personnalité
- Charles Harper (1842-1912), explorateur, exploitant et homme politique, y est né.